# Filister
Filister je oznaka za samozadovoljenega in omejenega človeka, z ozkimi pogledi in malomeščanskimi vrednotami. 
Oznaka ima izvor v imenu plemena, ki se je približno 1200 let pred našim štetjem naselilo v Palestini (zemlja Filistrov, Filisteja). Zgodnji krščanski pisci so Filistre označili za nasprotnike kulture in za nesposobne spoznati višje vedenje. V 17. stoletju so študenti v nemškem mestu Jeni s to oznako opisovali meščane, s katerimi so prišli navzkriž zaradi svojega bohemskega življenja.